# منتخب أيرلندا الشمالية لكرة الطائرة للرجال
منتخب أيرلندا الشمالية الوطني لكرة الطائرة للرجال هو ممثل الرسمي في المنافسات الدولية في كرة طائرة في فئة كرة الطائرة للرجال.